# Chadsia grevei
Chadsia grevei är en ärtväxtart som beskrevs av Emmanuel Drake del Castillo. Chadsia grevei ingår i släktet Chadsia och familjen ärtväxter.

## Underarter
Arten delas in i följande underarter:
- C. g. grevei
- C. g. latifolia